# Беширович, Дино
Дино Беширович (босн. Dino Beširović; род. 31 января 1994, Визеу) — боснийский футболист, полузащитник шведского АИК.

## Клубная карьера
Футболом начал заниматься в «Лейшойнше» в семилетнем возрасте. Затем перешёл в академию «Бейра-Мара», за который выступал его отец. В 2004 году вместе с семьёй переехал в Боснию, где провёл семь лет в школе «Славена» из Живинице. В 2012 году уехал в Португалию, где присоединился к молодёжной команде «Академику де Визеу», а также выступал за основную команду во втором дивизионе. В 2013 году на правах аренды перешёл в «Сампедренсе».
Летом 2014 года вернулся в Боснию, где выступал за «Прилук» в третьей боснийской лиге. В феврале 2015 стал игроком «Радника» и Биелины. В его составе дебютировал в чемпионате Боснии в матче против «Широки-Бриега», появившись на поле в середине второго тайма. Весной 2016 года вместе с клубом дошёл до финала кубка кубка страны. В финальном противостоянии со «Слободой» Беширович отыграл оба матча, а его команда обыграла соперника по сумме двух встреч и завоевала трофей.
19 июня 2018 года перешёл в хорватский «Хайдук», с которым заключил трёхлетний контракт. В его составе впервые сыграл 29 июля в матче чемпионата против «Осиека». 2 августа в еврокубковом матче с болгарской «Славией» получил травму колена и выбыл до конца сезона. После восстановления от травмы выступал за вторую команду «Хайдука». В январе 2020 года на правах аренды перешёл в венгерский «Мезёкёвешд», а по окончании сезона перешёл в клуб на постоянной основе.
В июне 2023 года стал игроком шведского АИК, подписав соглашение, рассчитанное на два с половиной года. В его составе дебютировал 17 июля в выездной встрече с «Варбергом» в рамках чемпионата Швеции.

## Карьера в сборной
28 января 2018 года дебютировал за национальную сборную Боснии в товарищеском матче со сборной США. Беширович начал матч в запасе, появившись на поле на 72-й минуте вместо Хариса Медунянина.

## Личная жизнь
Родился в португальском городе Визеу. Его отец Наиль Беширович также в прошлом профессиональный футболист, выступавший на протяжении карьеры за ряд португальских клубов. В 1998 году провёл один матч за сборную Боснии.

## Статистика в сборной
| Матчи и голы Дино Бешировича за национальную сборную Боснии и Герцеговины | Матчи и голы Дино Бешировича за национальную сборную Боснии и Герцеговины | Матчи и голы Дино Бешировича за национальную сборную Боснии и Герцеговины | Матчи и голы Дино Бешировича за национальную сборную Боснии и Герцеговины | Матчи и голы Дино Бешировича за национальную сборную Боснии и Герцеговины | Матчи и голы Дино Бешировича за национальную сборную Боснии и Герцеговины |
| №                                                                         | Дата                                                                      | Оппонент                                                                  | Счёт                                                                      | Голы                                                                      | Соревнование                                                              |
| ------------------------------------------------------------------------- | ------------------------------------------------------------------------- | ------------------------------------------------------------------------- | ------------------------------------------------------------------------- | ------------------------------------------------------------------------- | ------------------------------------------------------------------------- |
| 1                                                                         | 28 января 2018                                                            | США                                                                       | 0:0                                                                       | 0                                                                         | Товарищеский матч                                                         |
| 2                                                                         | 31 января 2018                                                            | Мексика                                                                   | 0:1                                                                       | 0                                                                         | Товарищеский матч                                                         |
| 3                                                                         | 2 июня 2021                                                               | Черногория                                                                | 0:0                                                                       | 0                                                                         | Товарищеский матч                                                         |
| 4                                                                         | 6 июня 2021                                                               | Дания                                                                     | 0:2                                                                       | 0                                                                         | Товарищеский матч                                                         |

Итого:4 матча и 0 гол; 0 побед, 2 ничьих, 2 поражения.